# Bröderna Montgolfier

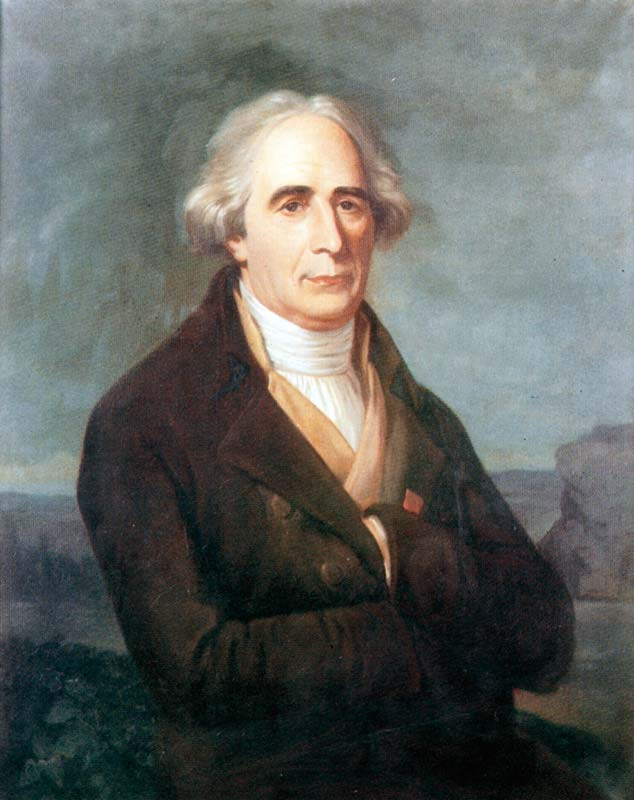
Joseph Michel Montgolfier.

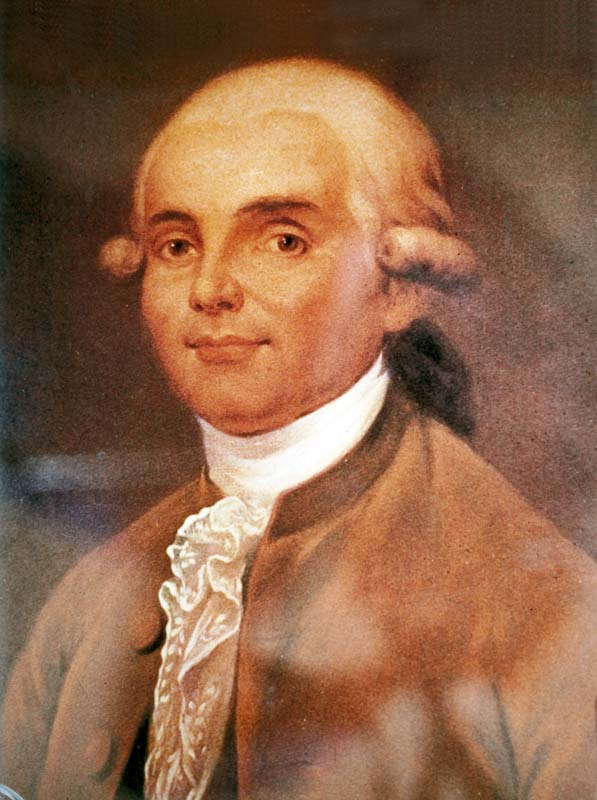
Jacques Étienne Montgolfier.

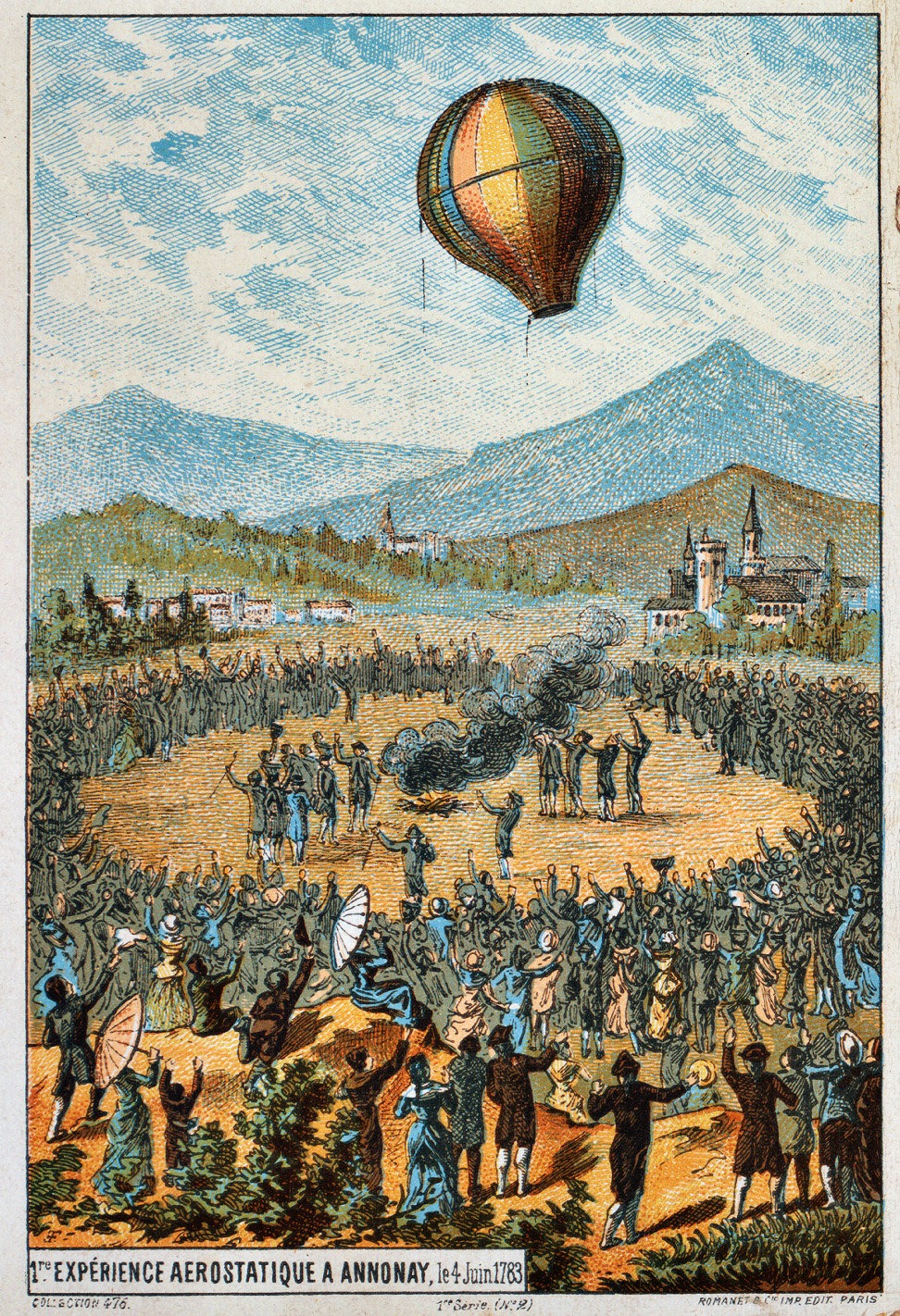
Första publika demonstrationen i Annonay, 4 Juni 1783.

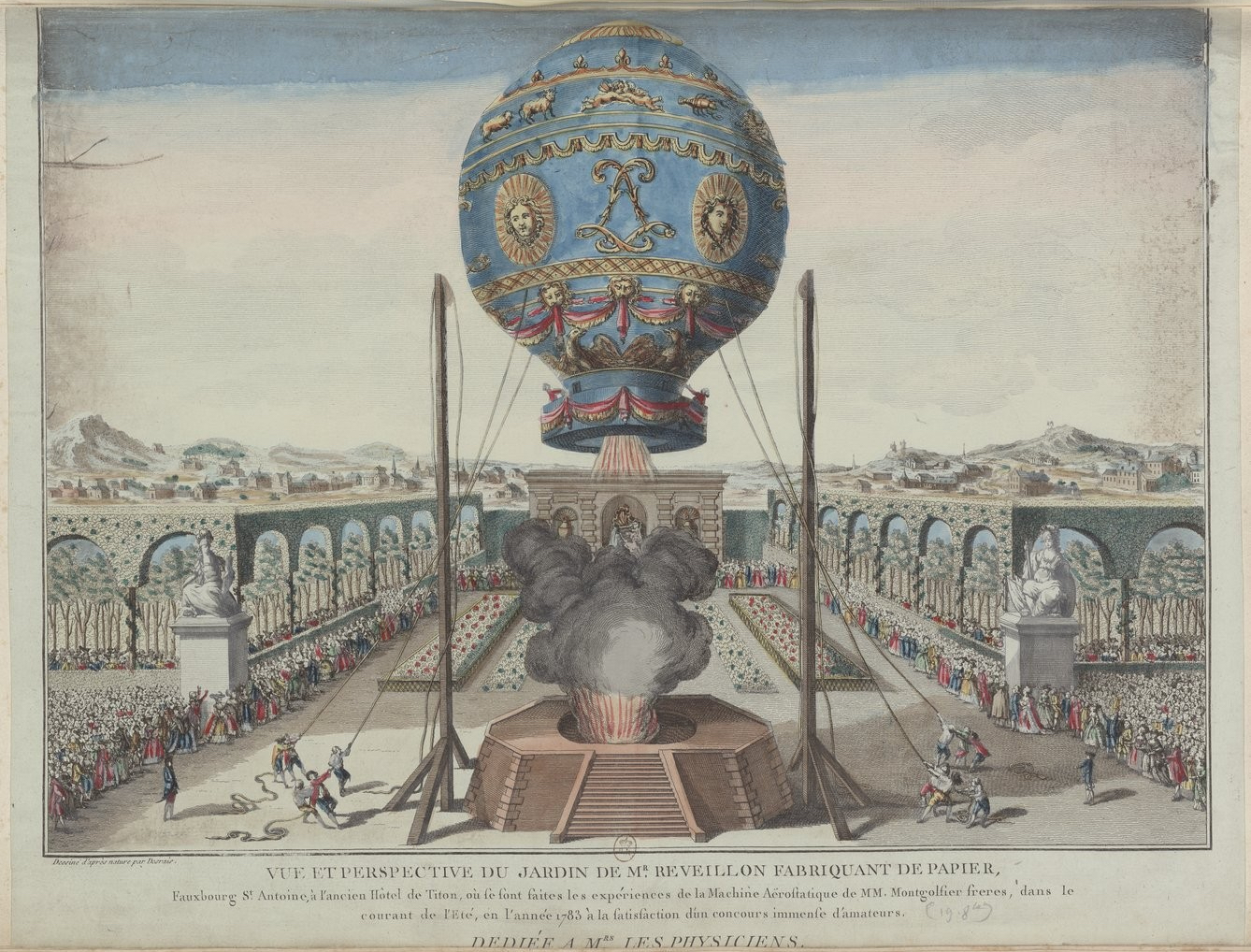
En av bröderna Montgolfiers ballonguppstigningar 1783

Bröderna Joseph-Michel, född 26 augusti 1740 i Annonay i Ardèche, död 26 juni 1810 i Balaruc-les-Bains i Hérault, och Jacques-Étienne Montgolfier, född 6 januari 1745 i Annonay i Ardèche, död 2 augusti 1799 i Serrières i Ardèche, var franska uppfinnare som var de första som lyckades sända upp en varmluftsballong. 
Asteroiden 5864 Montgolfier är uppkallad efter dem.

## Biografi
Joseph och Étienne var söner till en välbärgad pappersfabrikant, Pierre Montgolfier, från staden Annonay söder om Lyon. Efter studier i matematik och naturvetenskap övertog de faderns företag, senare kallat Canson.
Redan tidigt när de lekte med upp-och-ned-vända papperspåsar över en öppen eldstad, upptäckte de att de kunde få påsarna att stiga till taket. Detta ledde så småningom till experiment med större påsar och behållare av olika material, såsom silke och linne.
Inspirationen kom främst från en skrift av Joseph Priestley, Observations on different kinds of air, utgiven 1772 och 1775.
14 december 1782 lyckades de utomhus få en ballong, gjord av silke, att stiga till en höjd av 250 m. Vid fortsatta försök under den kommande våren uppnådde de ännu högre höjder.
Den första offentliga uppsändningen gjordes i Annonay 4 juni 1783, där bröderna med ett bål på marken fyllde med varmluft en ballong av siden och fodrad med papper för att göra den tätare, och fick denna att under en luftfärd på 10 minuter stiga till uppskattningsvis 1 500-2 000 m höjd och sedan landa 2 km från startplatsen.
Bröderna hade inte klart för sig vad det var som fick deras ballonger att lyfta. De trodde i början att det var något okänt ämne i röken som gav upphov till lyftkraften och försökte åstadkomma så tjock rök som möjligt genom att bränna ull, halm och allehanda illaluktande bränslen för att generera så stor lyftkraft som möjligt. Först flera år senare insåg man att det var värmen som gjorde luften lättare och därmed fick den att stiga.
Bröderna Montgolfiers experiment väckte stor uppmärksamhet och gjorde dem snart berömda. Man fick nu ekonomiskt stöd från franska Vetenskapsakademien och kungliga hovet.
Nästa steg var att försöka skicka med passagerare på uppstigningarna. Man var dock inte säker på vilka risker en sådan flygtur skulle kunna medföra, och för att få tillstånd att göra försök med mänskliga passagerare anordnades en demonstration i Versailles inför hovet och den kungliga familjen. Den 19 september 1783 gjordes där, med bl.a. Ludvig XVI, Marie-Antoinette och Benjamin Franklin som åskådare, den första uppstigningen med levande varelser ombord. Ett får, en anka och en tupp placerades i en korg hängande undertill på en nykonstruerad ballong. Denna var 19 m hög, vägde 400 kg och hade en volym på 1400 m3. Den värmdes av glödande kol på ett galler som skickades med ballongen. Flygturen varade denna gång 8 minuter och dess passagerare landade välbehållna 3 km bort. 
Ursprungligen fanns förslag att man sedan skulle göra försök med straffångar, men detta förkastades efter protester från flera håll. Den 15 oktober blev naturvetaren François Pilâtre de Rozier den första mänskliga passageraren. Detta skedde i en ballong som steg till 26 m höjd och var fäst med ett rep vid marken. 
Denne gjorde sedan, tillsammans med markis François-Laurent d'Arlandes, den första fria flygningen 21 november 1783. Flygningen planerades ursprungligen också att göras i Versailles, men flyttades till Château de la Muette vid Boulogneskogen för att undvika alltför stor uppståndelse. Ballongen, som denna gång vägde 850 kg, lyfte utan problem och tog sina passagerare på en flygtur över Paris på en höjd av 1 km. Efter 25 minuter landade man 9 km bort. 
Efter detta blev de båda bröderna adlade och fick utmärkelser av olika slag. De fortsatte att göra andra typer av uppfinningar och förbättringar i processen för papperstillverkning.
När det gäller ballonguppstigningar var de själva aldrig aktiva. Endast en av bröderna (oklart vilken) lär någonsin ha gjort en ballonguppstigning.
Joseph Michel Montgolfier uppfann även den hydrauliska väduren.